# Глейдвью (Флорида)
Глейдвью (англ. Gladeview) — статистически обособленная местность, расположенная в округе Майами-Дейд (штат Флорида, США) с населением в 14 468 человек по статистическим данным переписи 2000 года.

## География
По данным Бюро переписи населения США статистически обособленная местность Глейдвью имеет общую площадь в 6,47 квадратных километров, водных ресурсов в черте населённого пункта не имеется.
Статистически обособленная местность Глейдвью расположена на высоте 3 м над уровнем моря.

## Демография
| Год переписи        | Нас.  |  | %±     |
| ------------------- | ----- |  | ------ |
| 1980                | 18919 |  | —      |
| 1990                | 15637 |  | −17,3% |
| 2000                | 14468 |  | −7,5%  |
| 1980–2000 Источник: |       |  |        |

По данным переписи населения 2000 года в Глейдвью проживало 14 468 человек, 3199 семей, насчитывалось 4359 домашних хозяйств и 5107 жилых домов. Средняя плотность населения составляла около 2236,17 человек на один квадратный километр. Расовый состав населённого пункта распределился следующим образом: 17,59 % белых, 76,98 % — чёрных или афроамериканцев, 0,21 % — коренных американцев, 0,17 % — азиатов, 0,03 % — выходцев с тихоокеанских островов, 2,54 % — представителей смешанных рас, 2,48 % — других народностей. Испаноговорящие составили 21,32 % от всех жителей статистически обособленной местности.
Из 4359 домашних хозяйств в 39,5 % воспитывали детей в возрасте до 18 лет, 25,3 % представляли собой совместно проживающие супружеские пары, в 40,3 % семей женщины проживали без мужей, 26,6 % не имели семей. 21,2 % от общего числа семей на момент переписи жили самостоятельно, при этом 9,1 % составили одинокие пожилые люди в возрасте 65 лет и старше. Средний размер домашнего хозяйства составил 3,30 человек, а средний размер семьи — 3,88 человек.
Население статистически обособленной местности по возрастному диапазону по данным переписи 2000 года распределилось следующим образом: 38,0 % — жители младше 18 лет, 10,3 % — между 18 и 24 годами, 25,9 % — от 25 до 44 лет, 16,1 % — от 45 до 64 лет и 9,8 % — в возрасте 65 лет и старше. Средний возраст жителей составил 26 лет. На каждые 100 женщин в Глейдвью приходилось 86,1 мужчин, при этом на каждые сто женщин 18 лет и старше приходилось 77,5 мужчин также старше 18 лет.
Средний доход на одно домашнее хозяйство статистически обособленной местности составил 15 981 доллар США, а средний доход на одну семью — 17 625 долларов. При этом мужчины имели средний доход в 20 732 доллара США в год против 19 923 доллара среднегодового дохода у женщин. Доход на душу населения статистически обособленной местности составил 15 981 доллар в год. 48,4 % от всего числа семей в населённом пункте и 52,8 % от всей численности населения находилось на момент переписи населения за чертой бедности, при этом 65,5 % из них были моложе 18 лет и 32,7 % — в возрасте 65 лет и старше.